# Vibratown
Vibratown è il secondo album in studio del gruppo musicale reggae italiano Quartiere Coffee, pubblicato il 27 marzo 2010 dall'etichetta discografica One Step Records.

## Descrizione
L'album è stato ideato tra Grosseto, Firenze e New York, registrato alla Boomker Sound di Firenze con la produzione artistica di Ciro "PrinceVibe" Pisanelli e Federico "K9" Cioni, e masterizzato allo Sterling Sound di New York. Musicalmente prosegue nel solco dell'album precedente, spaziando tra più sottogeneri del reggae come dancehall, soca, new roots, con contaminazioni hip hop e R'n'B. L'album vede le collaborazioni di Sister E dei Michelangelo Buonarroti in Come ti senti, del rapper giamaicano Elephant Man in Doctor Dancehall e di Lion D in Mr. Seed.
In concomitanza con l'uscita dell'album, il primo singolo estratto è 1st Round, reso scaricabile gratuitamente dal sito della band. Il 14 novembre è pubblicato il videoclip di Sweet Aroma, girato tra i ruderi del foro boario di Grosseto e diretto da Stefano Lodovichi: questo secondo singolo si affermerà come uno dei maggiori successi della band. Nel 2013 dà il nome al mixtape Sweet Aroma Riddim.
Il 30 luglio 2011 esce il videoclip del brano Caffeine, girato sulla spiaggia delle Rocchette e diretto nuovamente da Lodovichi.

## Tracce
Testi di Tommaso Bai.
1. Intro – 0:54
2. Doctor Dancehall (feat. Elephant Man) – 4:02
3. Caffeine – 3:09
4. Vibratown – 4:01
5. Mr. Seed (feat. Lion D) – 3:41
6. Explosion – 3:26
7. Come ti senti (feat. Sister E) – 3:29
8. 1st Round – 3:05
9. Traffic Stop – 3:40
10. Step Up – 3:06
11. Sweet Aroma – 5:31

Durata totale: 38:04